# جهان بدون خورشید
جهان بدون خورشید (فرانسوی: Le Monde sans soleil‎) فیلمی مستند به کارگردانی ژاک-ایو کوستو است که در سال ۱۹۶۴ منتشر شد.